# Сергей Азаров
Сергей Азаров (на беларуски: Сяргей Мікалаевіч Азараў) е беларуски гросмайстор. Роден е на 19 май 1983 г. в град Минск.
Азаров участва в националния отбор на Беларус на пет шахматни олимпиади и на две европейски първенства по шахмат.

## Шахматна кариера
През 2002 година дели първото място на „Tурнира на претендентите“, част от „Международния шахматен конгрес“, провеждан в Хейстингс, Англия. През 2003 година на световното първенство по шахмат за юноши (до 20 г.), проведено в Нахичеван, Азаров завършва на престижното второ място само на половин точка зад победителя Шахрияр Мамедяров. През 2005 година с резултат от 7 точки Азаров дели второто място заедно с още трима шахматисти на откритото първенство в Чехия. През 2006 година той печели петото издание на „шахматия фестивал“ в Истамбул, а през 2009 успява да спечели турнира Бетюн опън, провеждащ се във френското градче Бетюн.
През 2011 година на турнира за световната купа по шахмат печели в първи кръг срещу Артьом Тимофеев, но губи следващата си среща във втори кръг срещу Вугар Гашимов. През 2012 година на индивидуалното европейско първенство по шахмат Азаров завършва с резултат от 8/11 точки, което му отрежда 10-ото място заради резултатите му в тай-брековете. Този резултат обаче го класира за участие в турнира за световната купа по шахмат за 2013 година. През 2012 година след по-добри резултати в тай-брековете той се класира пред Сергей Еренбърг и печели турнира „3rd Annual Continental Class Championships“, проведен в Арлингтън, САЩ.. Август месец същата година на турнира „Washington International Championship“ той завършва на пето място.
През 2014 г. на турнира „Cappelle-la-Grande Open“ Азаров дели първото място с Аксел Бахман. Октомври месец същата година в дебютното издание на турнира „Millionaire Chess Open“, проведен в Лас Вегас с резултат от 6.5 точки той дели първото място с Тимур Гареев, Давид Берцеш, Даниъл Народицки и Сам Шанкланд.
Азаров е двукратен национален шампион по шахмат на Беларус. Той печели турнира, провеждащ се в Минск през 2001 и 2002 година. С националния отбор по шахмат на Беларус, Азаров взема участие на Европейското отборно първенство по шахмат през 2001 и 2003 година, а също така и на пет шахматни олимпиади между 2000 – 2008 година. В периода 2003 – 2007 година той играе за беларуския шахматен клуб „Vesnianka Minsk“. От 2009 г. играе за украинския шахматен клуб „A DAN DZO & PGMB Luhansk“.